# Младина (списание)
„Младина“ е научно-забавно списание с картинки, насочено към деца и младежи. Излиза в периода 1891 – 1915 г. То е едно от най-старите илюстровани списания в България, най-дълго просъществувало от детските списания – излиза последователно 23 години. Редактирано е от учители, то има ролята на помощник в работата на началния учител във всекидневната му дейност. Целта му е „Да подбуди желанието на младежите към четене на добри и полезни книги и да ги подкани на работа“.

## История
След Освобождението в град Казанлък започва активна издателска дейност, предимно свързана с Ученолюбива дружина „Искра“ и Казанлъшкото педагогическо училище. През този период са издадени множество преводни творби, както и са създадени сборници от художествени и поучителни четива. Идеята за сп. „Младина“ се поражда у учителите Димитър Игнатов, Димитър Абаджиев и Стефан Киров още през 1890 г. Насърчени от директора на училището – небезизвестния д-р Кръстьо Кръстев, списанието започва да излиза през 1891 г.
Към списанието са привлечени много интелектуалци – учители, поети, писатели, художници, музиканти. Това са Цани Гинчев, Цанко Церковски, Чичо Стоян, Йордан Стубел, Дора Габе и др. Сътрудничат с рисунки и ребуси Александър Божинов, Иван Енчев-Видю, а освен това в сп. „Младина“ за първи път композиторът Емануил Манолов публикува своите песни.

## Издаване
След Освобождението се оформят кооперативни издателско-печатарски сдружения в по-големите градове в страната. Интересен момент от историята на списанието е, че през годините то е отпечатвано последователно в няколко градове на странта. През цялото време обаче, се издава от казанлъшкото дружество „Отец Паисий“, чийто председател събира, подбира и редактира материалите.
Първоначално списание „Младина“ започва да излиза в гр. Русе, след това в Търново, Габрово, Казанлък и накрая Пловдив. В Търново излиза през цялата 1893 г. на всяко 15 число на месеца в една печатна кола, печатаща се в най-голямта печатница в града, собственост на Панайот хаджи Панайотов. През това време в изданието се наблюдава стремеж към увеличаване наличието на графични изображения по страниците, в сравнение с русенския период.

## Илюстрации
През Търновския период са използвани предимно препечатки и готови клишета на мотиви и графични илюстрации на западни творци. Готовите изображения са препечатвани от чуждестранни издания и рисунки. Интересно явление, свързано с тези препечатки, е например Год. II, кн. III 1892, когато списанието посочва, че поради холерата в Германия клишетата за картините на настоящето издание не са пристигнали и ще бъдат отпечатани допълнително в следващото. Друго интересно явление се случва при година ІІ, кн. І., V и VІ, когато от печатницата изчезва типографският шаблонен орнамент, който рамкира корицата и е запазен само шрифтът на заглавието.
През по-късните издания на списанието, започват да се откриват все повече задачи, ребуси, илюстрации, гатанки, скрити картинки към текстове и истории без думи първоначално в черно-бяло, а по-късно и цветно, изработени вече и от български автори. Може да се допусне, че самият автор на литературния текст е илюстрирал, но това не може да бъде доказано, тъй като повечето рисунки са неподписани. Предполага се обаче, че са на Александър Божинов – един от първите български художници карикатуристи и илюстратори.
С времето, украсените елементи по страниците се обогатяват и усложняват. Използвани са и различни илюстрации, отразяващи просветителските идеи, свързани с образованието и възпитанието. Това са например картини, изобразяващи трудещи се деца или деца, представени в различни ситуации. Други изображения включват комично развиващи се истории, както и истории без думи (подобно на комикс). Освен тях се откриват и професионални изящни картини с образи на деца, както и схематични изображения, с цел онагледяване на даден текст.
Някой от тези мотиви и елементи се откриват и в други детски издания, излизали през този период. Това свидетелства, че клишетата са били използвани между различните печатници в страната.
Вече в един малко по-късен период художниците, работили за „Младина“ са известни и изявени български имена: Антон Митов започва да оформя корицата, Александър Божинов рисува през годините илюстрации и рисунки, задачи, ребуси, гатанки и различни игри за децата, Иван Енчев-Видю. Списанието започва да става по-модерно и богато след 1907 г., когато се увеличава изобразителният материал, а през 1911 г., списание „Младина“ се появява с обновена корица, изразяваща се в връщане към старобългарските корени – присъстват шевици и плетенични мотиви. Освен това, за разлика от предишните издания, при които изображенията и украсата са без отношение към съпътстващия текст, постепенно художниците започват да се стремят все повече замисълът на литературния текст да кореспондира на визуалната интерпретация.
В своята цялост изданието се вписва в художествения контекст на времето, първоначално с масовата класицизираща и романтична тенденция, а впоследствие и със символистични влияния.

## Влияние
Немалка част от другите детски списания през онова време следват модела на списание „Младина“: детските ученически списания „Другарка“, (1903 – 1908), „Светулка“ (1904 – 1947), „Звездица“ (1892 – 1914), „Китка“ (1983 – 1894), „Извор“ (1892 – 1896) и други..